# Valentino Bobbio
Valentino Bobbio, italijanski general, * 1872, † 1940.